# Couvent Saint-Antoine-Abbé de Rome
Le couvent Saint-Antoine-Abbé de Rome (italien : convento di Sant'Antonio Abate dei Maroniti) est un couvent de Rome situé sur la Piazza di San Pietro in Vincoli, dans le quartier de Monti. Le couvent est le siège de l'Église maronite dans la capitale italienne. Le couvent abrite une chapelle dédiée à saint Antoine Abbé.

## Histoire

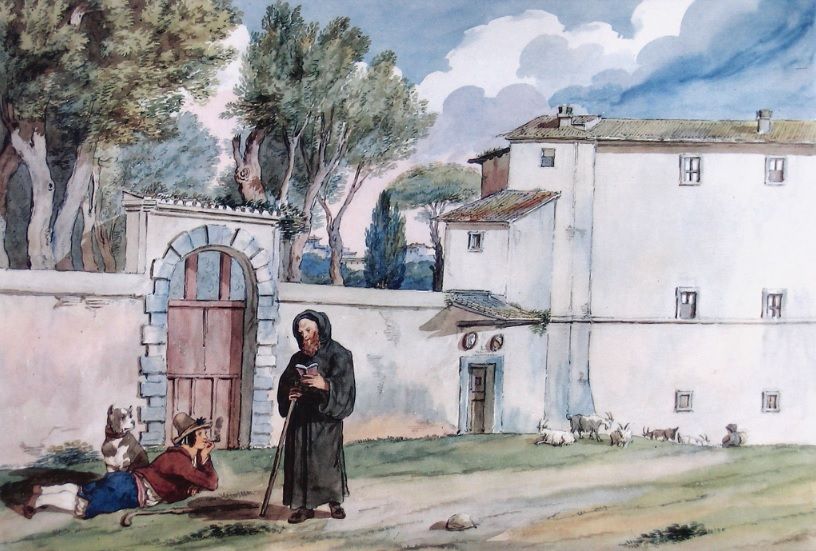
Aquarelle d'Achille Pinelli (vers 1830). Le portail de gauche sert d'entrée à la Maison Provinciale des Petites Sœurs des Pauvres, construite sur le terrain de l'ancien jardin des maronites.

L'ordre monastique maronite de la Sainte Vierge Marie (Ordre mariamite maronite) a été fondé en 1695 par trois jeunes hommes d'Alep, qui ont fondé le premier monastère de la vallée de Qadisha, au nord du Liban, le monastère de Qannoubine, qui existe toujours.
En 1707, le pape Clément XI fit don du complexe conventuel Saints-Marcellin-et-Pierre-du-Latran au nouvel ordre, qui gagnait de nouveaux adeptes. Cependant, le monastère ne progressa pas et l'église tomba dans un tel état d'abandon qu'une reconstruction complète fut nécessaire. C'est pour cela qu'en 1753, les moines se sont déplacés et ont fondé le couvent moderne, où ils résident depuis lors. Les moines achetèrent une villa privée avec un grand jardin et transformèrent l'une des pièces en chapelle, sans aucune prétention architecturale. En 1770, un schisme se produisit dans l'ordre à propos de la question de l'activité pastorale des moines. Ceux qui étaient pour étaient appelés « Aleppins » (« d'Alep ») et ceux qui ne l'étaient pas, « Libanais ». Les premiers conservèrent la possession du couvent, qui est aujourd'hui le siège mondial de l'ordre.
Vers la fin du XIXe siècle, le bâtiment fut entièrement rénové et transformé en un palais de style néo-Renaissance de quatre étages entièrement blanc.
La chapelle est privée et fermée au public. Là où se trouvait autrefois le jardin, se trouve aujourd'hui la Maison provinciale des Petites Sœurs des Pauvres, souvent confondue avec le couvent maronite.